# Tanger-Platterbse
Die Tanger-Platterbse (Lathyrus tingitanus) ist eine Pflanzenart aus der Gattung der Platterbsen (Lathyrus) in der Familie der Hülsenfrüchtler (Fabaceae). Das Artepitheton tingitanus bezieht sich auf die marokkanische Stadt Tanger.

## Merkmale
Die Tanger-Platterbse ist eine einjährige Kletterpflanze, die Wuchshöhen von 60 bis 120 Zentimeter erreicht. Der Stängel ist kahl und breit geflügelt. Die  Fiedern des einzigen Blattpaares sind eiförmig bis lanzettlich. Sie sind 40 bis 80 Millimeter lang und 15 bis 23 Millimeter breit.
Der traubige Blütenstand ist meist ein- bis dreiblütig. Die mit zwei bis drei Zentimeter sehr große Krone ist leuchtend purpurrot. Die Kelchzähne sind etwa gleich lang bzw. etwas kürzer als die Röhre. Die Hülse ist kahl.
Die Blütezeit reicht von April bis Juni.
Die Chromosomenzahl beträgt 2n = 14.

## Vorkommen
Das Verbreitungsgebiet umfasst im westlichen Mittelmeerraum, Marokko, Algerien, Spanien, Frankreich, Sardinien sowie Portugal, dazu die Azoren und die Kanarischen Inseln. Als Standort werden Mauern und Gebüsche bevorzugt. Auf der Iberischen Halbinsel kommt die Art in Höhenlagen von 250 bis 850 Metern Meereshöhe vor.

## Taxonomie
Die Tanger-Platterbse wurde 1753 von Carl von Linné in Species Plantarum Band 2, Seite 732 als Lathyrus tingitanus erstbeschrieben.